# المسيلة (الحيمة الخارجية)

تعديل مصدري - تعديل

المسيلة هي إحدى قرى عزلة مفحق بمديرية الحيمة الخارجية التابعة لمحافظة صنعاء، بلغ تعداد سكانها 40 نسمة حسب تعداد اليمن لعام 2004.